# Holasteron perth
Holasteron perth là một loài nhện trong họ Zodariidae.
Loài này thuộc chi Holasteron. Holasteron perth được Barbara C. Baehr miêu tả năm 2004.